# Paiement sur Internet
Le paiement sur Internet fournit des moyens de paiement mis en œuvre pour payer sur Internet à partir d'un ordinateur ou à partir d'un smartphone via un réseau de téléphonie mobile. Outre la carte de paiement classique, on trouve aussi des moyens plus spécifiques comme les transactions entre particuliers (C2C).
En 2005, le commerce électronique enregistre de 35 à 40 % de croissance donnant ainsi une importance de plus en plus grande à ce qui est parfois appelé l'ePaiement.

## Principes
La cryptographie à clé publique et la signature électronique rendent la monnaie électronique possible. La monnaie électronique tend à se généraliser sur l'Internet. Cela nécessite l'identification des parties au moyen de Certificat électronique ainsi qu'une conservation des historiques des transferts dans des lieux sécurisés. Les transactions se font généralement entre une banque et un Payment Service Provider (PSP) via divers moyens de paiement.

## Historique
En 1987, un cryptographe américain, David Chaum met au point un protocole de signature permettant de supporter les transactions sur Internet. Il crée Digicash en 1994, initiative qui peut être considérée comme la première monnaie fiduciaire virtuelle. Celle-ci tourne court, car trop en avance. La monnaie échangée pouvait être réutilisée plusieurs fois comme un billet de banque.
L'argent électronique ne peut pas être retracé. Il est exploité par 3 principales banques que sont la Mark Twain Bank, EUnet Finland et la Deutsche Bank.
Parallèlement, Visa, MasterCard et American Express définissent ensemble le protocole SET. Adapté aux transactions cartes sur Internet, donc de la monnaie scripturale, SET, qui s'appuie sur des échanges chiffrés par un système de clefs publiques (PKI - RSA) dérivés d'une clef racine, entre l'émetteur, l'acquéreur et une passerelle de paiement, ne sera que très peu utilisé car trop complexe à mettre en œuvre. Ce protocole fera place plus tard (2000) à 3-D Secure, plus souple. 
Afin de rendre le microcrédit plus facile d'accès, Ron Rivest, fondateur de RSA, décide en 1990 de faire le paiement électronique autrement en se basant une technique de paiement aléatoire intitulé Peppercoin. Après 8 ans d'existence, il se déclare en faillite et son site se fait racheter.
En 1995, CyberCash propose son protocole de traitement de carte de crédit. Le 11 mai 2001, Verisign rachète l'entreprise en faillite.
Fondé en 1998, Billpoint est un système de paiement basé sur les cartes de crédit acheté par eBay en mai 1999. En 2000, Wells Fargo en a acheté 35 pour cent grâce à un partenariat avec eBay. 
Près de 300 entreprises, comme Yahoo! et la Bank of America utilisent CheckFree.
Paypal se targue de faire plus de $4 milliards de chiffre d'affaires en 2011 et d'avoir plus de 200 millions de clients. La société eBay, spécialisée dans la vente de particulier à particulier, en a d'ailleurs fait l'acquisition en 2002, afin de faciliter les paiements entre ses clients internautes.
Skrill (anciennement "Moneybookers") annonce être le second plus important service de paiement en ligne après Paypal et dernièrement, le paiement sur internet avec sa carte Moneo grâce à la solution mo-net.fr

## Standardisation des échanges

### Consortiums
Le E-Business a tendance à s'appuyer sur des standards ouverts, grâce au consortium OASIS, afin de garantir la sécurité des transactions. Le XML et l'EbXML sont largement utilisés dans le commerce électronique afin de faciliter l'interopérabilité entre les différents organismes. Auquel s'ajoutent les certifications SSL/TLS pour la confidentialité, l'intégrité et l'authenticité des organismes de paiements.

### FreebXML
FreebXML est une initiative internationale pour favoriser le développement et l'adoption de l'ebXML et des technologies qui lui sont rattachées grâce au partage de code source et d'applications libres (free) sous des licences Open Source sur le site  freebXML.org.

### RosettaNET
RosettaNet est une organisation à but non lucratif regroupant plus de 500 entreprises High-Tech. Ces membres créent et implémentent des standards ouverts pour le traitement des transactions du business to business (B2B) en particulier au niveau de la chaîne d'approvisionnement. Ces standards définissent des Schema XML définissant ainsi une centaine de processus d'échange d'information entre les partenaires (PIP - Partner Interface Processes). Les entreprises membres de RosettaNet représentent 1 200 milliards de dollars de revenu annuel.

## Paiement sécurisé
Lors d'un paiement sur internet, les sites web utilisent généralement une connexion chiffrée de type HTTPS entre l'ordinateur du particulier et celui du service de paiement. La grande majorité des navigateurs Web affichent un petit cadenas dans un des coins de l'écran. Le s (de l'anglais secure, c'est-à-dire sûre) présent derrière http signifie que la connexion entre votre ordinateur et le serveur de paiement est chiffrée par le protocole TLS (ou SSL). Si le protocole de communication n'a pas de faille, lorsqu'un pirate intercepte des données, il ne verra qu'une suite de symboles incompréhensibles, indéchiffrables. Les protocoles de chiffrements utilisés varient régulièrement, en fonction de l'évolution des technologies et des failles découvertes dans les protocoles.
Le protocole SSLv2 fut le premier banni en raison de ses failles de sécurité en mars 2011, SSLv1 et SSLv3 ont suivi en 2014, alors largement utilisés ont été définitivement bannis à la suite de la faille surnommée Google Poodle. À la mi-2015, seuls les protocoles TLSv1, TLSv1.1 et TLSv2.2 jugés moins vulnérables sont acceptés par les navigateurs à jour. En plus des protocoles d'échange les algorithmes de chiffrement (ciphers) évoluent également en fonction de contraintes similaires.
Il est donc important de maintenir à jour le navigateur et le système ou outil utilisé lors de transactions électroniques, afin d'éviter que des failles ne soient exploitées.
Une obligation de vigilance et de diligence s'appliquent aux plateformes de paiement ligne concernant les opérations transitant sur les comptes de ses utilisateurs.

## La e-carte bancaire
Avec le développement du commerce électronique (ou e-commerce) se mettent en place des moyens de paiement sécurisés qui évitent au consommateur de communiquer au site marchand son numéro de carte bancaire.
Un « tiers de confiance » met à disposition des sites marchands un système de paiement sécurisé.
On peut citer :
- Le système e-carte bleue (issu d'une technologie irlandaise: société Orbiscom) adopté en France sous l'égide du Groupe Carte Bleue par plusieurs banques : Société générale, Banque populaire, LCL, Caisse d'Epargne, La Banque Postale.
- Les systèmes de la Caisse d'épargne : SPPlus et Id-tronic.
- Le système Secure Click que propose la société israélienne Cyota aux États-Unis.
- Le système Virtualis disponible dans quelques fédérations du Crédit Mutuel, ainsi que la banque en ligne Fortuneo.
- Le système Net+ Virtual Card de la société britannique Neovia.
- L'opérateur de payement électronique russe Yandex.Money propose un système similaire pour les utilisateurs de son portefeuille.

## Autres solutions
- Internet+ est une solution de paiement qui reporte les achats sur la facture de l'opérateur internet de l'acheteur. Cette solution multi-opérateur regroupe Orange Internet, SFR Neufbox (ex Neuf Cegetel et Club Internet), Free et Alice. Allopass fonctionne sur ce même principe.
- Othentik Technologies Inc. Système de paiement direct par Internet via la banque en ligne.
- Buyster, moyen de paiement sur Internet fixe et mobile sécurisé par téléphone mobile (association de la carte bancaire avec son numéro de mobile).
- BuyBox, solution de paiement à plusieurs permettant de payer en ligne avec plusieurs CB directement sur le site marchand sans passer par des plateformes de monnaies électroniques (eWallet).
- Paymill, créée en juin 2012 propose à ses clients une solution simple, intuitive et sécurisée permettant d’accepter les paiements en ligne par carte bancaire dans plus de 40 pays.
- PayPlug, créée en 2012 par deux ingénieurs français diplômés d'Harvard, tâche d'associer simplicité et faible coût pour s'adapter spécifiquement au besoin des petites activités e-commerçantes[12].
- Bluepaid, créée en 2009 propose une solution de paiement multilingue permettant aux internautes de payer en ligne par CB de façon sécurisée sur des sites e-commerces.
- Lyra, créée en 2001 propose une solution de paiement sécurisée et certifiée PCI DSS, proposant plus de 40 modules de paiement gratuits et plus de 150 moyens de paiements internationaux.
- Stripe, société américaine d'origine irlandaise, destinée au paiement par internet pour professionnels.
- Revolut, propose une solution de paiement pour les sites e-commerce, offrant une intégration simple pour accepter des paiements internationaux dans plusieurs devises.

### Libres
- Bitcoin, litecoin et autres crypto-monnaie, sont des monnaies électroniques libres et décentralisées convertibles en devises et acceptées dans quelques magasins en ligne.
- Free Digital Money : projet open source de monnaie électronique fonctionnant en P2P avec une interface en AJAX.

### Exemples de fournisseurs de services
- Alipay
- Bibit
- Bluepaid
- Google Payment
- Kwixo
- Lydia
- Lyra
- Ogone
- Paypal
- Secure Internet Payment Services
- Yandex.Money
- Wannapay